# 만다라케
만다라케(일본어: まんだらけ)는 일본의 중고 상점 체인이다. 1980년에 일본 만화 중고 서점으로 창업했으며, 1987년에 공식적인 회사로 설립되어 현재 11개 지점을 운영하고 있다. 만화, 애니메이션 관련 상품과, DVD, CD, 장난감, 피규어, 트레이딩 카드, 비디오 게임, 코스프레 용품, 동인지 등 광범위한 수집 및 오타쿠 관련 상품들을 주로 취급한다.

## 연혁

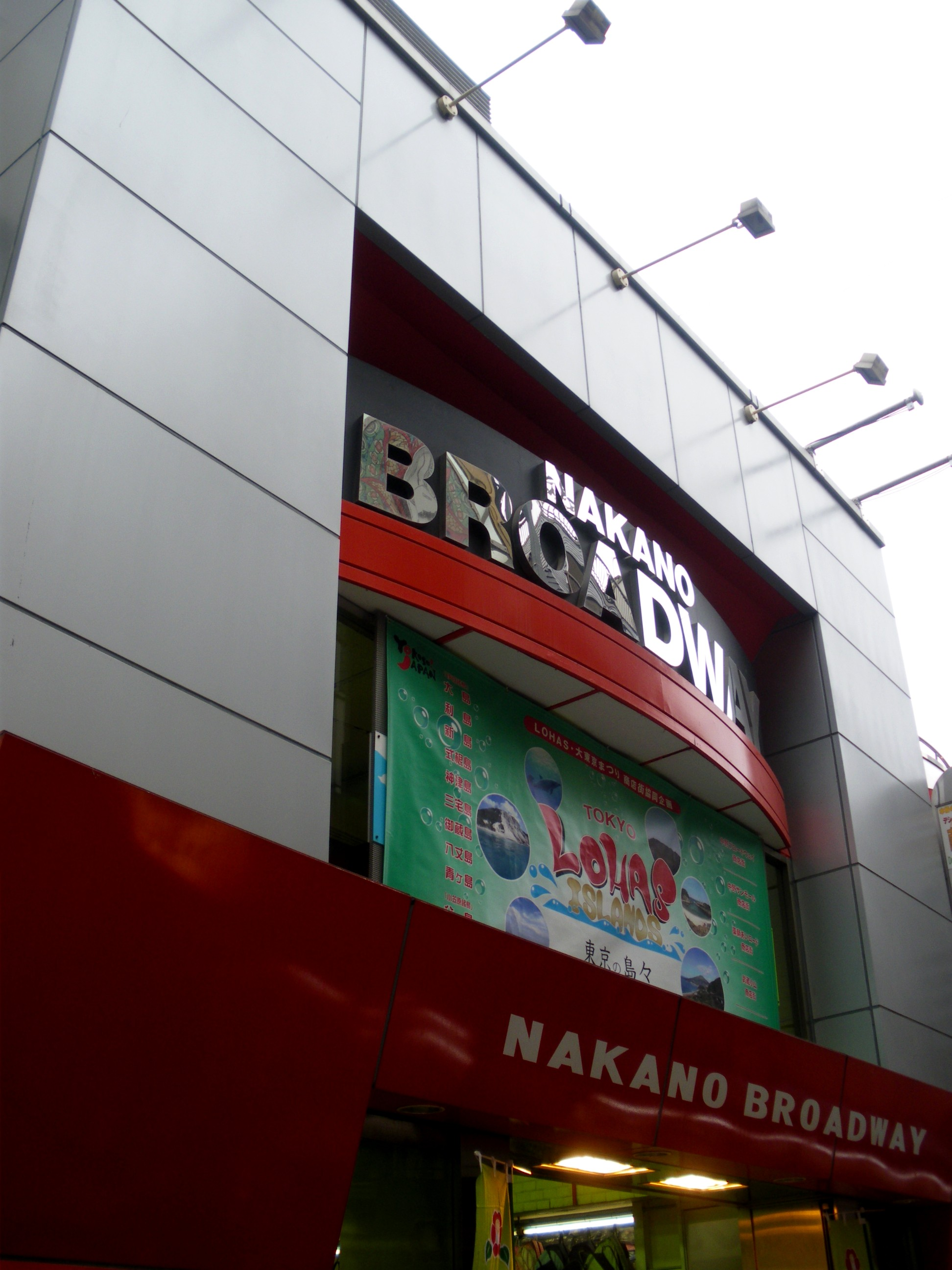
만다라케 본사가 위치한 도쿄도 나카노구 나카노 브로드웨이의 입구

만다라케는 만화가 후루카와 마스조(일본어: 古川益三)가 설립했다. 후루카와는 1970년대에 대안 만화 잡지 《가로》에서 스즈키 오지(일본어: 鈴木翁二), 아베 신이치(일본어: 安部慎一)와 함께 '가로 트리오'로 유명세를 얻었다. 만다라케의 최초는 중고 만화 서점이었으며, 1980년 도쿄도 나카노구 나카노 브로드웨이 내 7 제곱미터 공간에서 창업을 했다. 후루카와는 TV 도쿄의 방송에서 중고 만화를 홍보하면서 공식적으로 만다라케를 영업했다.
만다라케는 1987년 2월에 후루카와의 아버지를 대표이사로 하여 공식적인 회사로 설립되었다. 이후 만다라케는 다양한 오타쿠 관련 상품들으로 업종을 확대하고 나카노 브로드웨이 내의 점포들을 사들이면서 확장하기 시작했다. 1994년 시부야구에 만다라케 2호점이 세워졌으며, 이후 지속적으로 체인을 넓혔다.
1995년에 만다라케는 출판 부서를 설립하고, 통신판매 카탈로그와 수집가들을 위한 취미 잡지를 발간하기 시작했다. 만다라케는 2000년 7월 26일 도쿄 증권거래소에 공개 회사로 상장되었다. 2001년에 만다라케는 액티비전과 협력하여 인터넷 텔레비전 방송을 시작했다. 다양한 오타쿠 관련 상품을 다룬 이 방송은 2008년에 종료되었다.

## 매출
2018년 9월 기준 만다라케의 매출 비중은 완구 48 퍼센트, 도서 14 퍼센트, 동인지 13 퍼센트, 도서 및 동인지 외 출판물 1 퍼센트, 기타 24 퍼센트였다. 이 중 해외로의 수출을 통한 매출의 비중은 17 퍼센트였다.

## 지점

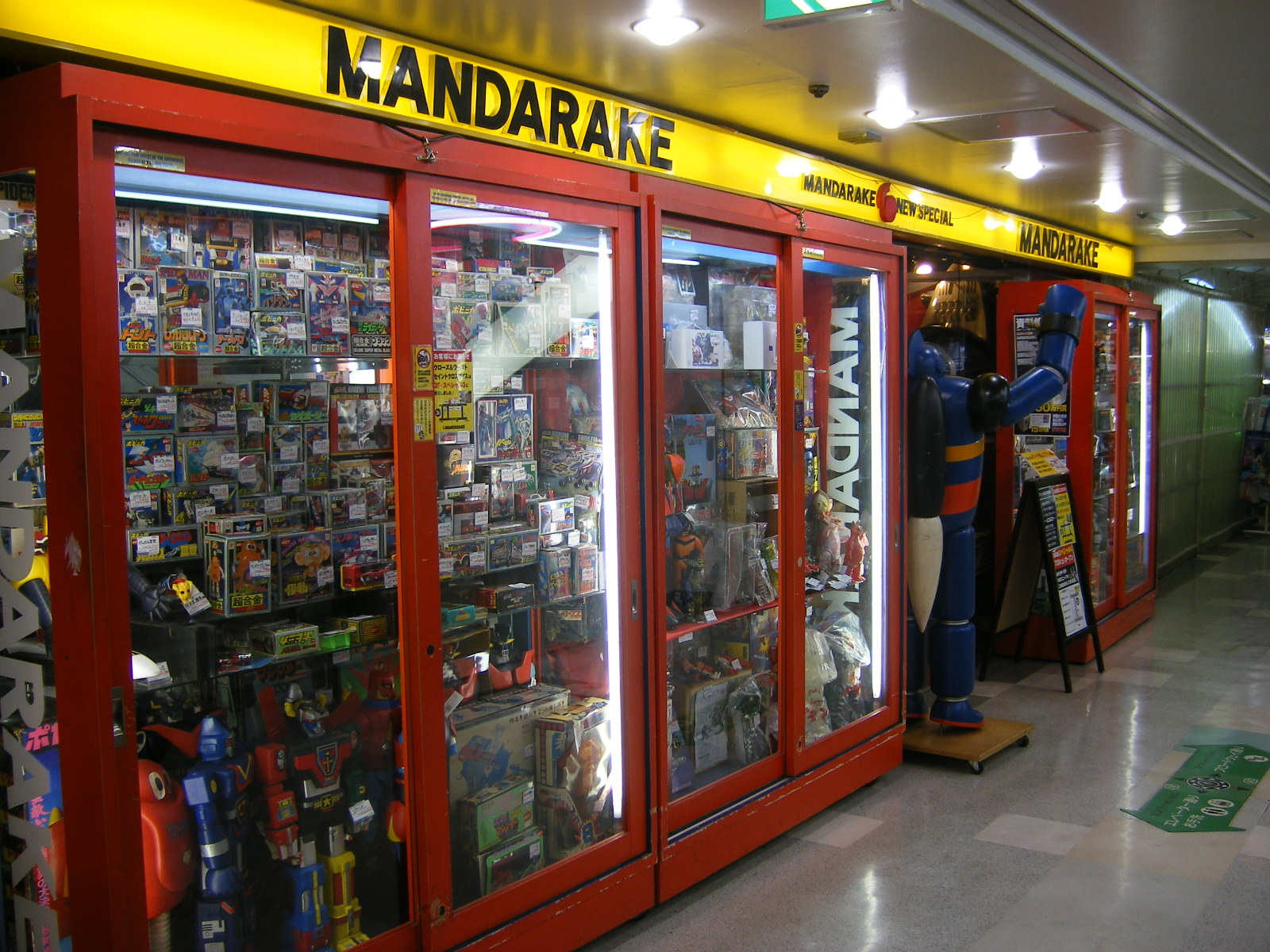
만다라케 나카노 브로드웨이 내 27개 관 중 하나. 이 관은 《울트라 시리즈》와 《트랜스포머》 등 로봇 완구에 특화되어 있다.

만다라케는 간토 지방에 6개 지점을 운영하고 있다. 도쿄도에 4개 지점, 우쓰노미야시에 1개 지점, 지바현에서는 물류센터를 운영한다. 도쿄도 나카노구의 1호점은 1980년 이후 나카노 브로드웨이에서 계속 운영되어왔으며, 본사도 이곳에 위치해 있다. 만다라케 나카노 브로드웨이는 27개 관으로 구성되어 있다. 각 관은 코스프레 용품과 동인지 등 각 분야를 집중해서 취급한다. 이 관들은 만다라케에서 사들인 점포들이다. 도쿄도의 다른 지점들으로는 2008년 4월 아키하바라에서 개점한 8층 높이의 만다라케 콤플렉스, 가라오케가 비치된 만다라케 시부야, 소녀 만화에 특화된 만다라케 이케부쿠로가 있다. 도쿄도 바깥으로는 우쓰노미야시에 만다라케 우쓰노미야가 위치해 있으며, 지바현 가토리시에는 중고 매입만 다루는 물류창고가 운영되고 있다.
홋카이도에서는 만다라케 삿포로가 2012년 3월 17일에 현재 위치로 확장 이전했다. 도카이 지방에서는 만다라케 나고야가 2007년에 나카구의 현재 위치로 확장 이전했다. 긴키 지방에서는 오사카시의 2개 지점이 운영되고 있다. 규슈에서는 기타큐슈시와 후쿠오카시에서 지점이 운영되고 있다.
만다라케는 일본어와 영어로 전자 상거래 매장을 운영하고 있다. 상품은 일본 국내와 해외 83개국으로 배송된다. 만다라케의 해외 지점으로는 1999년에서 2003년까지 캘리포니아주 토런스와 샌타모니카에서 운영된 지점이 있으며, 2001년 볼로냐, 그리고 베이징시에서도 지점이 운영된 적이 있다.

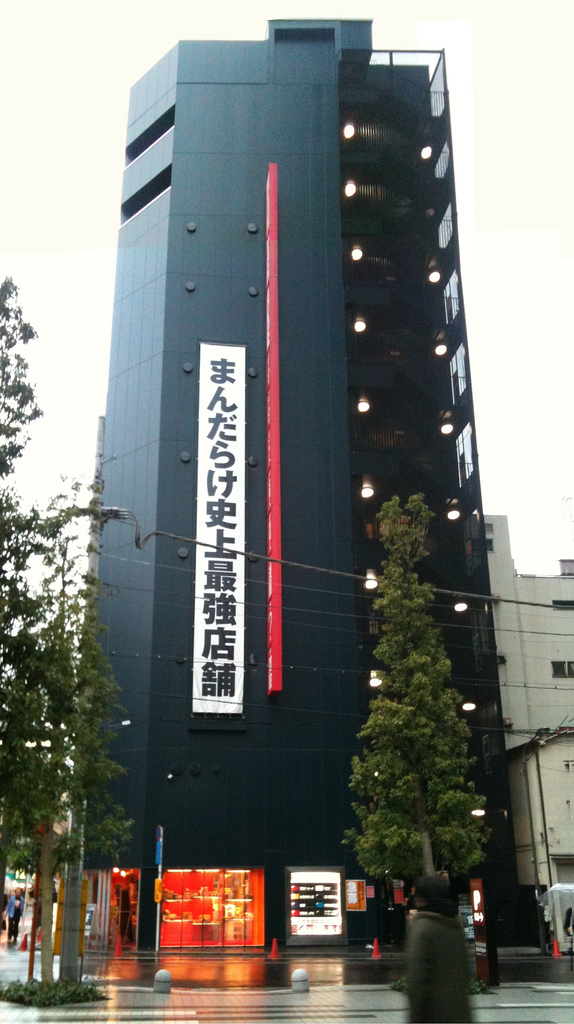
도쿄도 아키하바라에 위치한 만다라케 콤플렉스의 외관
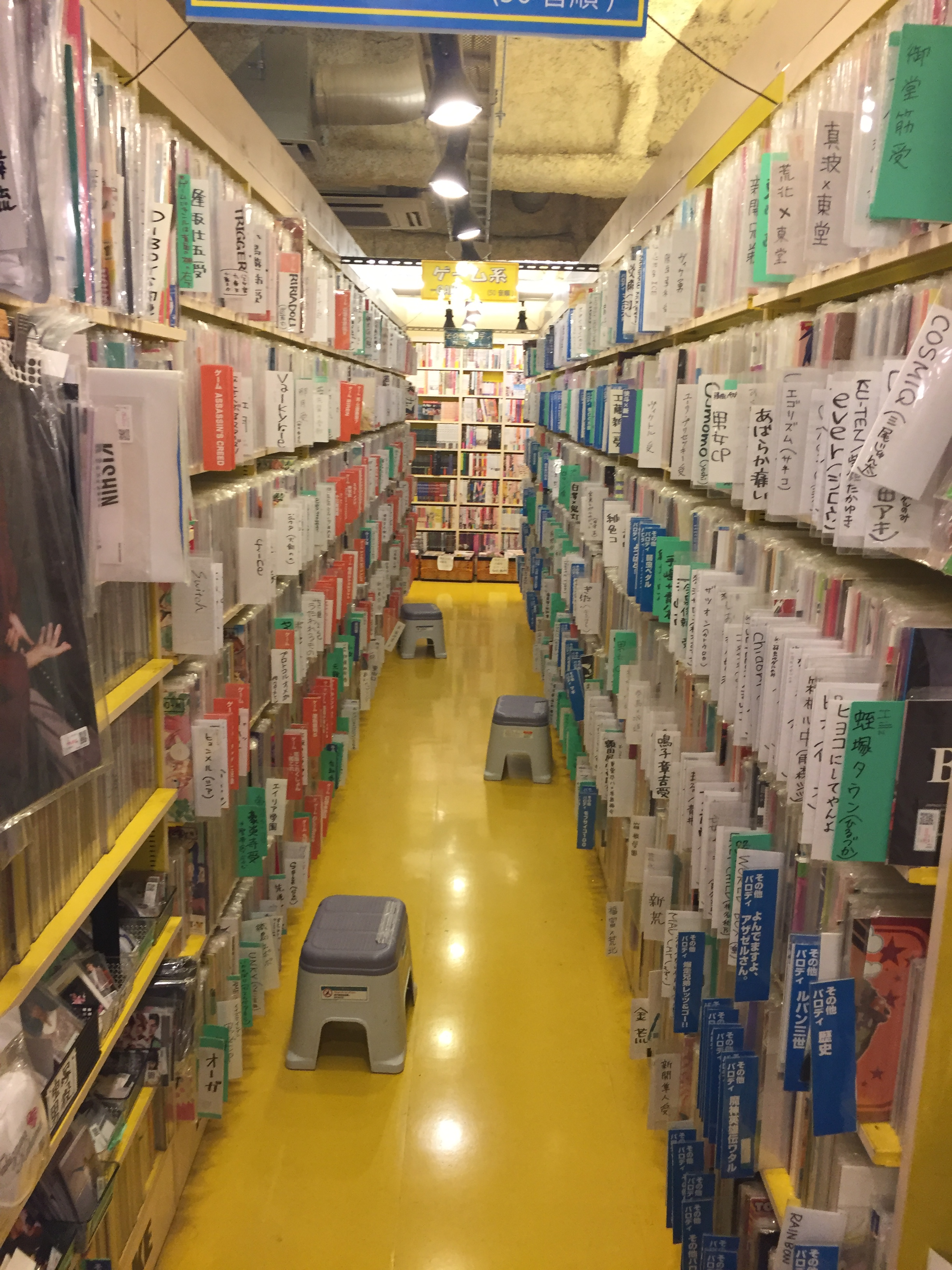
도쿄도 아키하바라에 위치한 만다라케 콤플렉스 5층의 동인지 서가
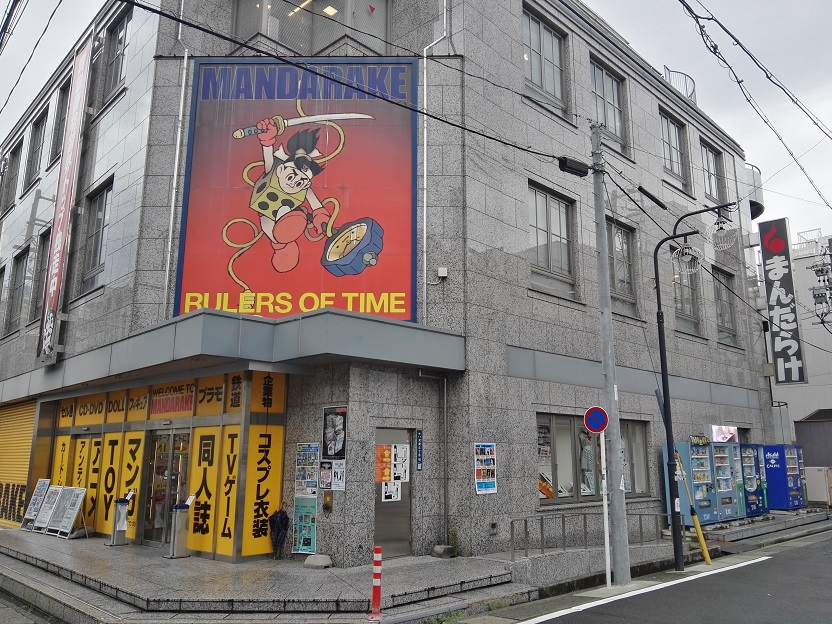
나고야시에 위치한 만다라케 나고야
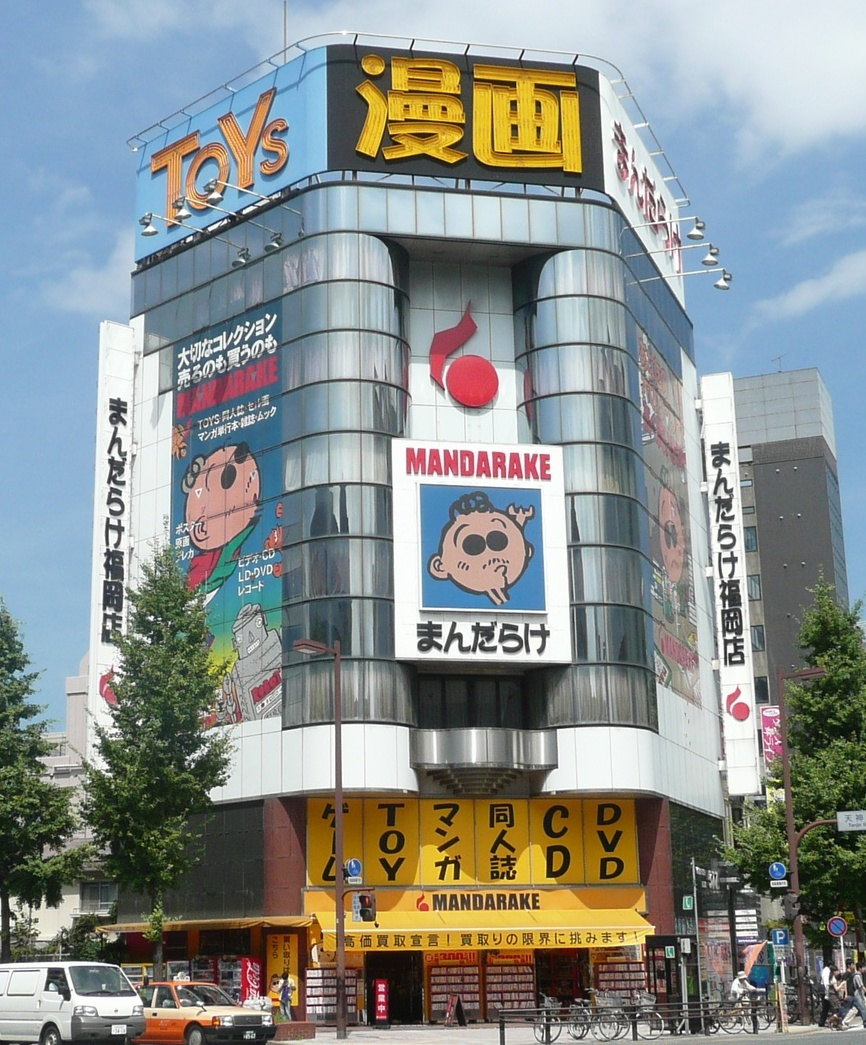
후쿠오카시에 위치한 만다라케 후쿠오카
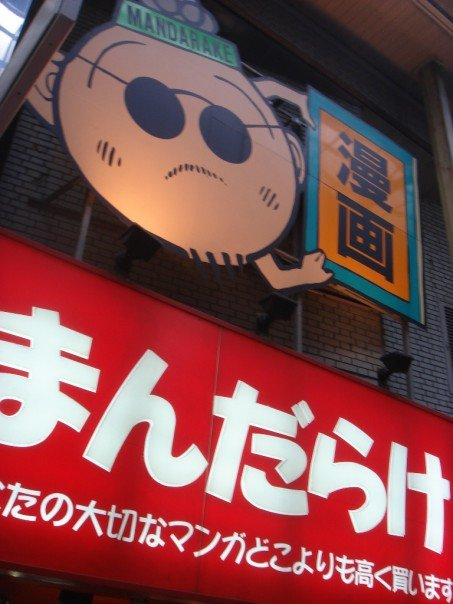
오사카시 우메다에 위치한 만다라케의, 후루카와 마스조가 만화로 그려진 간판

## 영향
현재 만다라케는 세계 최대의 중고 만화 유통 업체이다. 만다라케는 외국어 전자 상거래와 외국어를 구사하는 직원들을 도입하며 적극적으로 해외 시장으로 진출하고 있다. 만다라케는 외국인 오타쿠들을 위한 관광지로 홍보되고 있다.

## 같이 보기
- 애니메이트
- 코믹 토라노아나
- K-BOOKS